# Diego Guastavino
Diego Nicolás Guastavino Betancour (ur. 26 lipca 1984 w Montevideo) – urugwajski piłkarz występujący na pozycji ofensywnego pomocnika, obecnie zawodnik peruwiańskim klubem Universitario de Deportes.

## Kariera klubowa
Guastavino pochodzi ze stołecznego Montevideo i jest wychowankiem tamtejszego zespołu Sud América, występującego wówczas w drugiej lidze. W drużynie seniorów zadebiutował jako osiemnastolatek i od razu wywalczył sobie miejsce w pierwszym składzie, zostając wyróżniającym się zawodnikiem klubu. Jego dobre występy zaowocowały transferem do grającego w najwyższej klasie rozgrywkowej Deportivo Maldonado. Jego barwy reprezentował w sezonie 2004, jednak nie pomógł ekipie w utrzymaniu się w urugwajskiej Primera División i spadła ona do drugiej ligi. Wiosną 2005 przeszedł do szwajcarskiego drugoligowca, FC Lugano, gdzie występował przez dwa lata, zajmując jednak ze swoją ekipą miejsce w środku tabeli.
W 2007 roku Guastavino powrócił do ojczyzny, podpisując kontrakt z River Plate Montevideo. Spędził w tej drużynie sześć miesięcy w roli rezerwowego, po czym po raz drugi w karierze został piłkarzem Deportivo Maldonado, ciągle występującego w Segunda División. W styczniu 2008, za rekomendacją Matíasa Almeydy, dołączył do norweskiego FC Lyn Fotball, w którego barwach został jednym z najlepszych pomocników Tippeligaen. W połowie 2009 roku za sumę 350 tysięcy euro zasilił wyżej notowany zespół z tego samego kraju, SK Brann. Mimo regularnej gry nie osiągnął jednak z tym klubem żadnego sukcesu i w lutym 2012 został wypożyczony do urugwajskiego Club Atlético Fénix, nie rozgrywając w nim żadnego ligowego spotkania.
Latem 2012 Guastavino przeszedł do meksykańskiego Querétaro FC. W tamtejszej Primera División zadebiutował 21 lipca w przegranym 0:2 spotkaniu z Leónem.